# Hömbs församling
Hömbs församling var en församling i Skara stift och i Tidaholms kommun. Församlingen uppgick 2006  i Kungslena-Hömbs församling. 

## Administrativ historik
Församlingen har medeltida ursprung.
Församlingen var tidigt annexförsamling i pastoratet Kungslena, Varv och Hömb för att därefter åtminstone från 1540 till 1992 vara annexförsamling i pastoratet Varv, Kungslena och Hömb som från 1962 även omfattade Dimbo församling och Ottravads församling.Församlingen ingick från 1998 till 2006 i Tidaholms pastorat. Församlingen uppgick 2006  i Kungslena-Hömbs församling.

## Organister
| Period    | Namn                  | Levnadstid | Övrigt   |
| --------- | --------------------- | ---------- | -------- |
| 1805–1835 | Jonas Magnus Bergdahl | 1760–1835  | Organist |
| 1837–1843 | Johan Pettersson      | 1817–1858  | ?        |

## Kyrkor
- Hömbs kyrka